# Pomacentrus microspilus
Pomacentrus microspilus is een straalvinnige vissensoort uit de familie van rifbaarzen of koraaljuffertjes (Pomacentridae). De wetenschappelijke naam van de soort is voor het eerst geldig gepubliceerd in 2005 door Allen & Randall.